# Desa Bajang (administrativ by i Indonesien, lat -7,05, long 113,58)
Desa Bajang är en administrativ by i Indonesien.   Den ligger i provinsen Jawa Timur, i den västra delen av landet, 700 km öster om huvudstaden Jakarta. Desa Bajang ligger på ön Madura.